# João Carlos Petrini
Dom Giancarlo "João Carlos" Petrini (Fermo, 18 de novembro de 1945) é um prelado católico, primeiro bispo da Diocese de Camaçari.

## Biografia
Nasceu em Fermo, na Itália, em 18 de novembro de 1945. Formou-se em Ciências Políticas na Universidade de Perúgia em março de 1970. Neste mesmo ano, chegou a São Paulo, ainda leigo, como membro de uma equipe missionária da Arquidiocese de Fermo, junto aos padres Tarcisio Carboni (depois bispo diocesano de Macerata), Luigino Valentini e Franco Torresi, para um trabalho no bairro de São Mateus, na época, o último bairro da cidade, na Zona Leste de São Paulo.
Estudou Teologia em São Paulo, na Faculdade Nossa Senhora da Assunção e, em 1974, foi ordenado diácono pelo cardeal-arcebispo Dom Frei Paulo Evaristo Arns, OFM. Foi ordenado sacerdote na sua cidade natal, Fermo, em 28 de junho de 1975, por Mons. Cleto Bellucci.
Após sua ordenação, retornou ao Brasil, sendo nomeado responsável pela Pastoral Universitária da Arquidiocese de São Paulo, atividade que manteve até o ano de 1988. Durante os anos em que esteve à frente da Pastoral Universitária, foram criadas comunidades universitária e pós-universitárias, inseridas no mundo do trabalho e da cultura.
A pedido do arcebispo Dom Paulo, fez o mestrado e doutorado em Ciências Sociais, na Pontifícia Universidade Católica de São Paulo. Nestes anos, também desempenhou a função de professor na mesma universidade, realizando pesquisas sobre Comunidades de Base e sobre as relações entre religião e sociedade moderna. Em 1989, mudou-se para Salvador, Bahia, onde foi reitor do Seminário Propedêutico (de 1990 a 1997) e diretor do Instituto de Teologia da Universidade Católica de Salvador (de 2005 a 2009).
Em 2004, foi responsável pela criação do Mestrado e Doutorado em Família na Sociedade Contemporânea da Universidade Católica de Salvador. Em 12 de janeiro de 2005, foi nomeado bispo titular de Auguro e auxiliar da Arquidiocese de São Salvador da Bahia pelo Papa João Paulo II, sendo ordenado no dia 10 de março do mesmo ano, no Colégio Antônio Vieira, da Companhia de Jesus, em Salvador, por imposição das mãos de Dom Geraldo Majella Cardeal Agnello, auxiliado por Dom Walmor Oliveira de Azevedo, arcebispo de Belo Horizonte, e por Dom Cleto Bellucci, arcebispo de Fermo.
Em maio de 2007 participou da Conferência de Aparecida, a convite do Papa Bento XVI. De 2007 a 2011, membro da Comissão Episcopal Pastoral para a Vida e a Família da CNBB.
Em 15 de dezembro de 2010, foi nomeado primeiro bispo da então criada Diocese de Camaçari (desmembrada da Arquidiocese de São Salvador da Bahia) e em 19 de fevereiro de 2011, assumiu a Diocese de Camaçari como bispo titular. Em 11 de maio seguinte, foi eleito presidente da Comissão Episcopal Pastoral para a Vida e a Família da CNBB, período a concluir-se em 2015. Tal fato ocorreu após sua crítica à decisão do Supremo Tribunal Federal que reconhecera as uniões homossexuais como uniões estáveis, declarando: "Não vamos fazer uma cruzada contra a decisão, mas vamos procurar defender aquilo que até hoje, desde Adão e Eva, até ontem, foi sempre uma característica típica da vida em nossa sociedade. Uma instituição chamada família, de tipo heterossexual e aberta para procriação".
Foi presidente do Regional Nordeste III entre os anos de 2015 e 2019. No ano de 2015, participou do Sínodo da Família, como um dos representantes da Conferência Nacional dos Bispos do Brasil.
Em 27 de outubro de 2021, o Papa Francisco acolheu o pedido de renúncia ao governo pastoral da Diocese de Camaçari por motivo de idade, conforme o cânon 401 do Código de Direito Canônico. Foi escolhido pelo pontífice como sucessor o Pe. Dirceu de Oliveira Medeiros, então subsecretário adjunto Geral da Conferência Nacional dos Bispos do Brasil.
É um dos maiores divulgadores do movimento Comunhão e Libertação, do qual faz parte desde o ano de 1965. Desde 2008, é o diretor da Seção Brasileira do Pontifício Instituto João Paulo II para Estudos sobre Matrimônio e Família, com sede em Salvador, Bahia.